# Isla Mujeres
Isla Mujeres là một đô thị thuộc bang Quintana Roo, México. Năm 2005, dân số của đô thị này là 13315 người.